# 신조 히로키
신조 히로키(일본어: 新條 宏喜, 1973년 4월 28일~)는 일본의 전 축구 선수이다.

## 구단 경력
과거 FC 도쿄에서 활동하였다.